# Backventil

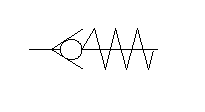
Pneumatisk backventil

Principen för en Schrader-ventil.

En backventil släpper fram gas eller vätska i ett rörsystem enbart i en riktning. Dess symbol inom pneumatiken visas på bilden.
I sin enklaste form består den antingen av ett gummimembran placerat över ett hål eller ett trattformat rörstycke med en kula i. Om strömmen i röret försöker gå åt fel håll trycker den membranet mot hålet så att det blir stopp. I kultypen trycks kulan ner i tratten och tätar. En sådan ventil bör vara placerad vertikalt (med strömningsriktningen uppåt) för att fungera säkert. 
Ventilen på bilden (om man väljer att inte tolka den schematiskt) är en ventil av typen med kula och tratt, men i detta fall försedd med en fjäder. Fjädern trycker in kulan i tratten. Därmed kan ventilen placeras i valfri riktning. För att ventilen ska öppna krävs att trycket på ventilens andra sida är större än summan av vätske/gastrycket och fjäderkraften.
En kägelbackventil är en typ av backventil som bygger på principen för kägelventilen. Käglan är dock inte manövrerbar via en spindel som är åtkomlig utifrån, utan den är helt inbyggd i ventilhuset. Käglan är fjäderbelastad, och stänger på så sätt flödet. Ventilen öppnas endast genom att trycket av flödet på käglan överstiger fjäderns stängande kraft.

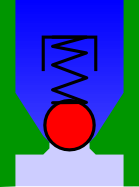
En stängd backventil.
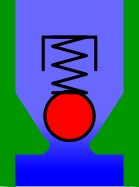
En öppen backventil.